# 吉本敏寿
吉本 敏寿（よしもと としひさ、1953年7月 - ）は、日本の陸上競技選手。専門は跳躍競技。

## 経歴
広島県佐伯郡能美町（現在の江田島市能美町）出身。能美中学校から山陽高等学校、中京大学に進み、1975年にアジア陸上競技選手権大会（ソウル）で三段跳金メダル（15m87）。大学在学中には、走幅跳で7m61の記録も残している。
山陽高等学校に教員として勤める。
1980年、第14回織田幹雄記念国際陸上競技大会の走幅跳で7m98の記録を出す。1980年モスクワオリンピックで代表選手に選ばれたが、日本のボイコットにより不参加となった。